# Acide sélénophosphorique
L'acide sélénophosphorique est un composé chimique de formule O=P(SeH)(OH)2.
En biochimie, l'anion sélénophosphate SePO33− est un donneur activé de sélénium pour la biosynthèse de la sélénocystéine, l'un des 22 acides aminés protéinogènes. Il est produit in vivo à partir de l'anion séléniure Se2− et de phosphate par la sélénophosphate synthase, et intervient dans la formation du L-sélénocystéinyl-ARNtSec à partir de L-séryl-ARNtSec sous l'action de la sélénocystéine synthase chez les bactéries, et à partir de l'O-phospho-L-séryl-ARNtSec sous l'action de l'O-phosphoséryl-ARNt:sélénocystéinyl-ARNt synthase, chez les archées et les eucaryotes.
La sélénocystéine est un acide aminé rare mais indispensable aux sélénoprotéines, et ce dans les trois domaines du vivant. Elle n'existe pas à l'état libre dans les cellules et est toujours synthétisée sur son ARN de transfert.